# Webnode
Webnode je on-line nástroj pro tvorbu a správu webových stránek. Má funkce pro tvorbu webových prezentací, bez potřeby instalace či konfigurace. Přetažením myši lze na stránky umístit mnoho interaktivních prvků jako jsou např. ankety, články, diskuzní fóra, blogy, FAQ, formuláře, atd.
Vyvinula jej firma Westcom, s.r.o. se sídlem v Brně.

## Historie
Vývoj systému Webnode započal v 31. prosince 2007 a o 8 měsíců později, v září 2008 byl oficiálně spuštěn.
Samotná firma Westcom vznikla již v roce 1998 a od svého vzniku se intenzivně věnuje informačním technologiím. Zabývá se službami v oblasti informačních systémů, webhosting a serverhosting, a také výzkumnou, analytickou a vývojovou činností v softwarové oblasti. Na základě získaných zkušeností vyvinula Webnode tak, aby jej mohli používat i uživatelé bez znalosti programování.
První byla spuštěna česká verze, slovenská byla v provozu pět měsíců poté. Další jazykové mutace následovaly a na konci roku 2008 měl Webnode více než 200 000 uživatelů ve více než 80 zemích světa, především ze Spojených států amerických, Španělska a Číny. Podle tiskové zprávy společnosti má Webnode k roku 2020 kolem 40 milionů uživatelů.

## Vlastnosti
Webnode nabízí tři typy webových prezentací – osobní stránky, firemní stránky a e-shopy. Všechny fungují na principu přetahování bloků s obsahem (technologie drag-a-drop). Webnode nabízí responzivní šablony, které se v editoru dají různě upravit.
Webové stránky lze spravovat ve všech známých internetových prohlížečích.

## Ocenění a kontroverze
Stříbrné místo v soutěži nejlepší start-up LeWeb'08 Paris.
Kritika Webnode se zaměřuje na následující body
- Omezené možnosti úpravy vzhledu
- Nutnost platit za zálohování
- Zahraniční sídlo společnosti
- Omezené možnosti pro pokročilejší weby a e-shopy
- Faktická nepoužitelnost verze zdarma (klamavá reklama)